# Corre
Corre é uma comuna francesa na região administrativa de Borgonha-Franco-Condado, no departamento de Alto Sona. Estende-se por uma área de 9,13 km². Em 2010 a comuna tinha 616 habitantes (densidade: 67,5 hab./km²).